# Głownia źdźbłowa żyta

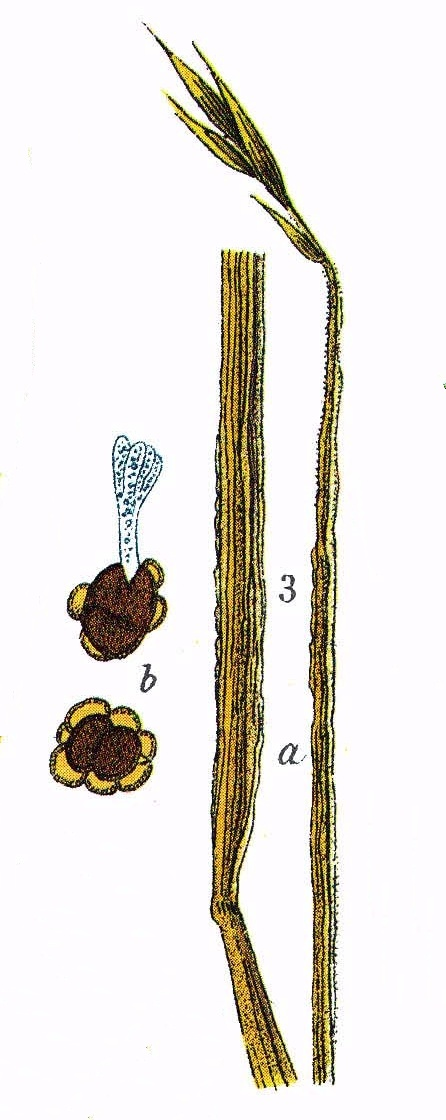
Urocystis occulta
a – źdźbło żyta, b- otoczona sterylnymi komórkami ustilospora i kiełkująca z niej przedgrzybnia ze sporydiami

Głownia źdźbłowa żyta (ang. flag smut of rye, smut of rye, stalk smut of rye, stripe smut of rye)  – grzybowa choroba żyta (Secale cerale) wywołana przez grzyba Urocystis occulta.

## Objawy i szkodliwość
Pojawiają się w okresie strzelania żyta w źdźbło jako ołowianoszare smugi na blaszkach i pochwach liściowych. Później smugi te pojawiają się także na plewach. W obrębie tych smug tkanka okrywająca żyta pęka, odsłaniając czarne skupiska wytworzonych przez grzyba ustilospor. Porażone rośliny są mniejsze od zdrowych o 30–50%. Niektóre przedwcześnie zamierają, inne żyją, ale nie tworzą kłosów lub ich kłosy są zdeformowane, tylko częściowo wypełnione ziarnem, lub w ogóle nie zawierają ziarniaków.
Choroba jest groźna tylko w tych rejonach, w których nie zaprawia się nasion przed siewem. W Polsce występuje obecnie bardzo rzadko. 

## Rozwój patogenu
Źródłem infekcji pierwotnej jest ziarno pochodzące z zarażonych roślin. Ze znajdujących się na jego powierzchni ustilospor grzyba wyrastają podstawki, na każdej z nich 2–8 sporydiów. Między tworzącymi się z nich strzępkami grzybni dochodzi do plazmogamii. Powstająca bazydiospora kiełkuje, a jej strzępki wrastają do nadziemnych części rośliny, przerastając przez całą długość łodygi do liści i kłosów. Optymalne dla patogenu warunki infekcji kiełków żyta to temperatura 13–17 °C i niezbyt wilgotna gleba o odczynie zbliżonym do obojętnego.

## Zapobieganie i zwalczanie
Oprócz prawidłowych zabiegów agrotechnicznych podstawową metodą ochrony przed głownią źdźbłową żyta jest używanie do siewu zdrowego ziarna zaprawionego fungicydami. Stosuje się zaprawy nasienne zawierające fungicydy tiokarbamylowe (tiuram), oksatinokarboksyamidowe (karboksyna) lub triazolowe. 